# اروین وینکلر
اروین وینکلر (انگلیسی: Irwin Winkler؛ زادهٔ ۲۵ مهٔ ۱۹۳۱) تهیه‌کننده و کارگردان اهل ایالات متحده آمریکا است. او تهیه‌کننده یا کارگردان بیش از ۵۸ فیلم سینمایی است که قدمت آنها به فیلم دردسر دوجانبه در سال ۱۹۶۷ با بازی الویس پرسلی بازمی‌گردد. چهارمین فیلمی که او تولید کرد، مگر آن‌ها اسب‌ها را خلاص نمی‌کنند؟ (۱۹۶۹) با بازی جین فوندا، نامزد ۹ جایزه اسکار شد. او در سال ۱۹۷۶ برای فیلم راکی برنده اسکار بهترین فیلم شد. به عنوان تهیه‌کننده، او برای پنج فیلم نامزد بهترین فیلم شده‌است: راکی (۱۹۷۶)، گاو خشمگین (۱۹۸۰)، مردان واقعی (۱۹۸۳)، رفقای خوب (۱۹۹۰) و مرد ایرلندی (۲۰۱۹).

## اوایل زندگی
وینکلر در یک خانواده یهودی در شهر نیویورک، از خانواده سول و آنا وینکلر متولد شد. وینکلر زود از دبیرستان فارغ‌التحصیل شد و وارد دانشگاه نیویورک شد، اما در میان دانش‌آموزان مسن‌تر و بالغ‌تر که بسیاری از آن‌ها سربازان سابق جنگ جهانی دوم بودند که تحت نظر G.I وارد دانشگاه شده بودند، احساس بی‌قراری می‌کرد. بیل. در آغاز جنگ کره، او داوطلبانه به ارتش پیوست و به مدت دو سال در لوئیزیانا مستقر شد. وینکلر پس از اتمام خدمت خود به دانشگاه نیویورک بازگشت و در سال ۱۹۵۵ مدرک ادبیات آمریکایی را دریافت کرد.

## فیلمشناسی

### آثار کارگردانی
- در مظان جرم (۱۹۹۱)
- شب و شهر (۱۹۹۲)
- شبکه (۱۹۹۵)
- در نگاه اول (۱۹۹۹)
- زندگی به عنوان یک خانه (۲۰۰۱)
- دوست داشتنی (۲۰۰۴)
- خانه شجاعان (۲۰۰۶)

### گزیده تهیه‌کنندگی
- آبی (۱۹۶۸)
- به من ایمان داشته باش (۱۹۷۱)
- کارآگاه خصوصی (۱۹۷۵)
- راکی (۱۹۷۶)
- والنتینو
- نیویورک، نیویورک (۱۹۷۷)
- راکی ۲ (۱۹۷۹)
- گاو خشمگین (۱۹۸۰)
- راکی ۳ (۱۹۸۲)
- نویسنده! نویسنده! (۱۹۸۲)
- مردان واقعی (۱۹۸۳)
- راکی ۴ (۱۹۸۵)
- نزدیک نیمه‌شب (۱۹۸۶)
- رفقای خوب (۱۹۹۰)
- راکی ۵ (۱۹۹۰)
- هیئت منصفه (۱۹۹۶)
- اخبار کشتیرانی (۲۰۰۱)
- کافی (۲۰۰۲)
- شبکه ۲٫۰ (۲۰۰۶)
- تعدی (۲۰۱۱)
- قمارباز (۲۰۱۴)
- کرید (۲۰۱۵)
- سکوت (۲۰۱۶)
- کرید ۲ (۲۰۱۸)
- مرد ایرلندی (۲۰۱۹)
- کرید ۳ (۲۰۲۳)